# 伏見宮貞愛親王

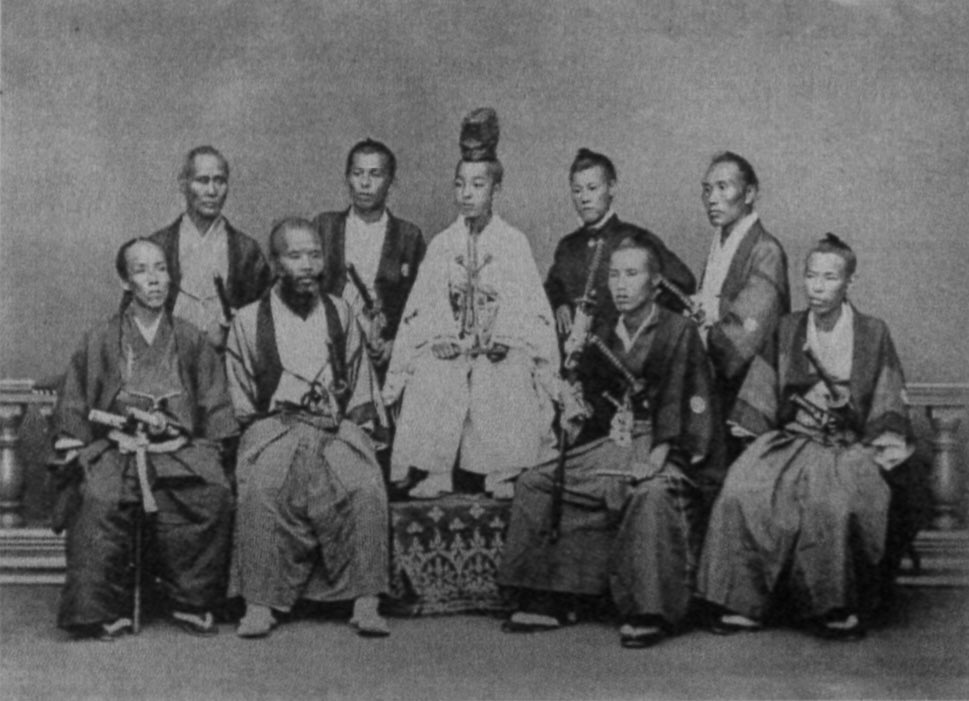
1871年，13歲時的伏見宮貞愛親王（中）

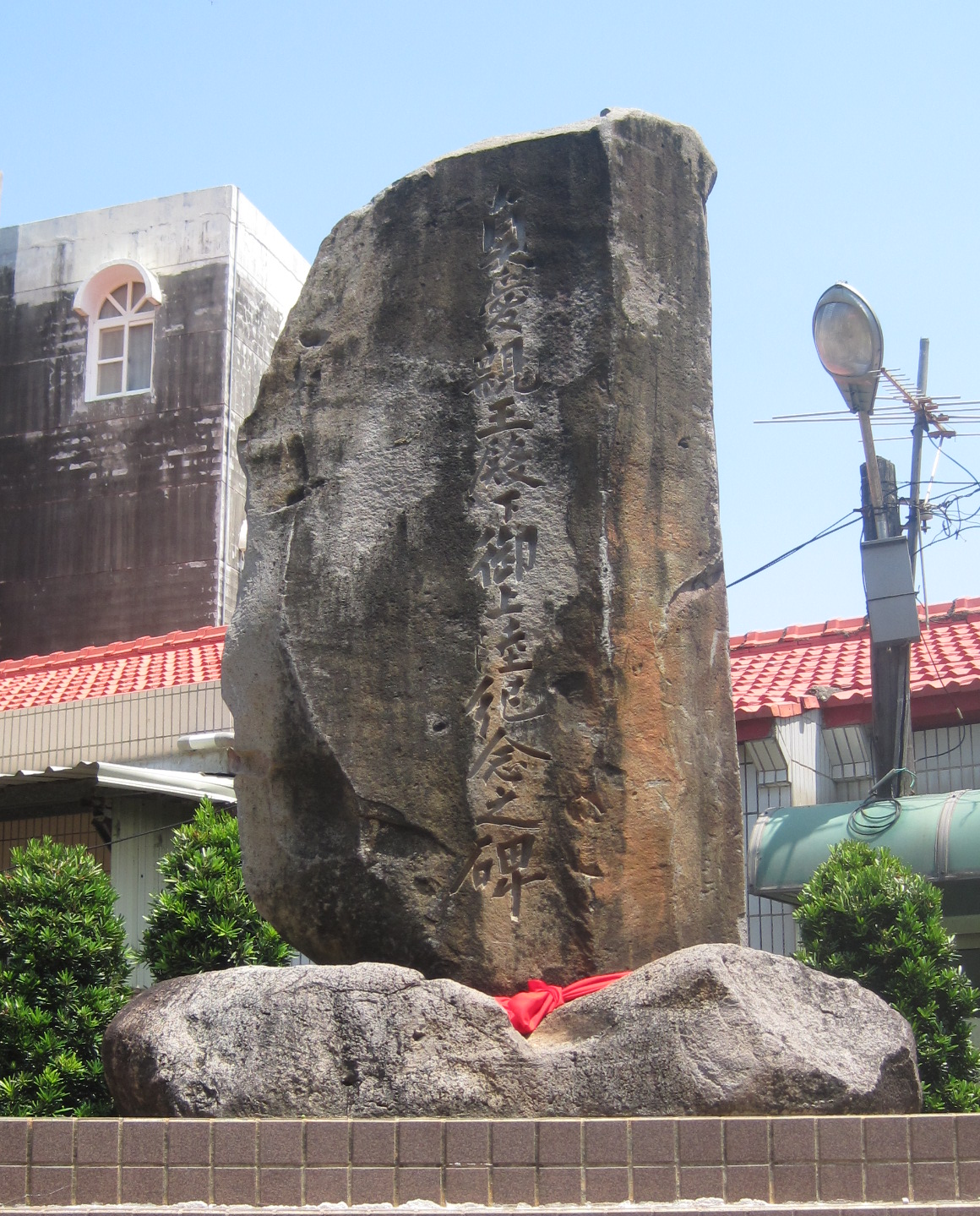
貞愛親王殿下御上陸紀念之碑

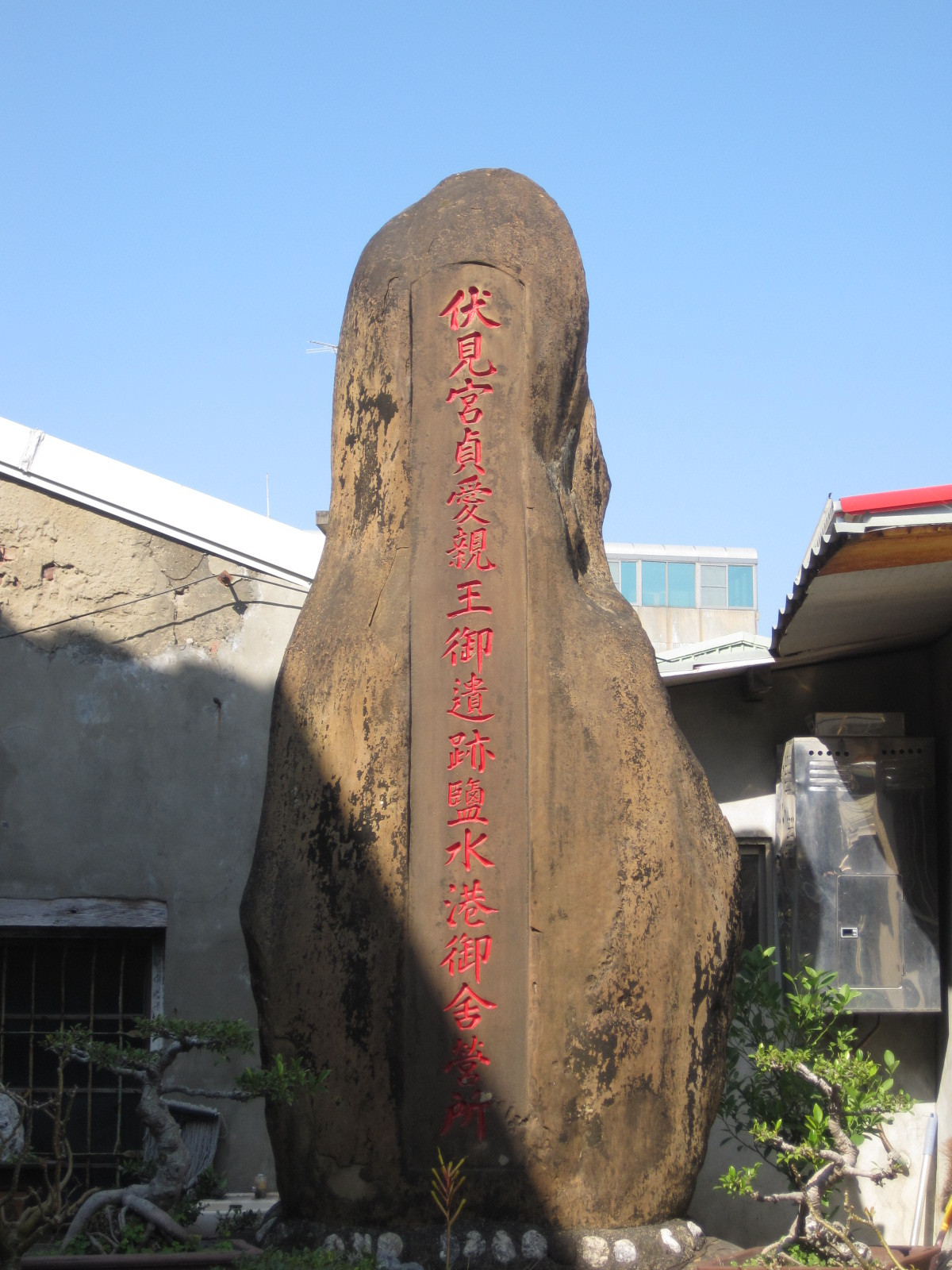
位於台南鹽水八角樓的伏見宮貞愛親王御遺跡鹽水港御舍營所紀念碑

伏見宮貞愛親王（安政五年四月二十八日（1858年6月9日）－ 大正十二年（1923年）2月4日）是一位日本皇族與陸軍軍人。他是伏見宮邦家親王第14王子，母親為鷹司政熙之女鷹司景子。為伏見宮第22代以及第24代親王，其官位為元帥陸軍大將大勳位功二級内大臣。

## 生平
貞愛親王幼名為敦宮。他年幼時便繼承妙法院，之後成為了孝明天皇的養子，而後因為兄長伏見宮貞教親王的去世，於文久二年（1862年）11月還俗繼承家督。元治元年（1864年）暫時卸下伏見宮之名並將家督一職還給父親邦家親王。隨後在明治五年（1872年）再度繼承伏見宮之名成為第24代親王。
貞愛親王是唯一在大正初期擔任過内大臣的日本皇族，而在就任軍人最高職位的元帥陸軍大將之外，還擔任過大日本農會、大日本蠶絲會、在鄉軍人會、理化學研究所、恩賜財團濟生會、大日本武德會等等的總裁。而濟生會總裁一職之後由寛仁親王所擔任。
貞愛親王對於圍棋、音樂、書法、馬術、弓術、撞球、書畫、刀劍、花卉、木石等等皆有興趣，在銚子犬吠埼的別邸・瑞鶴莊設有射箭場、撞球場。

## 經歷
- 安政五年（1858年） 誕生、命名為敦宮
- 萬延元年（1860年） 繼承妙法院、成為孝明天皇養子
- 文久二年（1862年） 復籍伏見宮並繼承（第22代）
- 元治元年（1864年） 脫離伏見宮
- 明治四年（1871年） 親王宣下、元服。受賜貞愛之名且敘二品之銜
- 明治五年（1872年） 搬往東京居住、繼承伏見宮（第24代）
- 明治六年（1873年） 就讀陸軍幼年學校
- 明治八年（1875年） 就讀陸軍士官學校、第一王子博恭王誕生
- 明治九年（1876年） 與有栖川宮熾仁親王之妹・利子女王結婚
- 明治十年（1877年） 參與西南戰爭
- 明治十一年（1878年） 升任陸軍大尉、於陸軍士官學校出仕
- 明治十二年（1879年） 搬遷至（經過神田區西小川町、麴町區富士見）麴町區紀尾井町4番地
- 明治十三年（1880年） 博愛社（之後的日本紅十字會）社員
- 明治十四年（1881年） 升任陸軍歩兵少佐、任大日本山林會總裁
- 明治十六年（1883年） 亞細亞協會名譽會員、東京地學協會名譽會員
- 明治十七年（1884年） 升任陸軍歩兵中佐
- 明治十九年（1886年） 受頒大勳位菊花大綬章
- 明治廿年（1887年） 女子教育獎勵會（之後的東京女學館）會員、近衛歩兵第4連隊長、任陸軍歩兵大佐、於伏見宮邸的天覧試合中觀賞「最後的劍客」榊原鍵吉的試斬（兜割り）。
- 明治廿二年（1889年） 升任陸軍少將、第3屆内國勸業博覧會總裁
- 明治廿三年（1890年） 列席貴族院
- 明治廿五年（1892年） 京都美術協會總裁、日本體育會名譽贊成員、陸軍少將・歩兵第4旅團長
- 明治廿七年（1894年） 甲午戰爭中出征遼東半島，指揮金州城攻略戰
- 明治廿八年（1895年） 貞愛親王率領陸軍歩兵第4旅團，登陸臺灣嘉義布袋港、任歩兵第1旅團長
- 明治廿九年（1896年） 代表明治天皇出席沙皇尼古拉二世的即位
- 明治卅一年（1898年） 陸軍中將・姬路第10師團長
- 明治卅三年（1900年） 神戸商業講習所移転開校式典台臨、大日本帝国水難救済会名誉会員、海事協会名誉会員
- 明治卅四年（1901年） 第1師團長
- 明治卅六年（1903年） 大日本武德會總裁、造訪銚子犬吠埼燈塔、銚子別邸瑞鶴莊動工
- 明治卅七年（1904年） 於日俄戰爭中再次出征遼東半島、任社團法人大日本農會總裁、陸軍大將、大本營附屬官、前往美國
- 明治卅八年（1905年） 返國、大日本蠶絲會總裁、瑞鶴莊竣工、任軍事參議官
- 明治卌年（1907年） 遣英答禮大使，從英國返回的路上，於夏威夷檀香山賞賜當地日裔社群200美元（此後該筆金額成為設立「伏見宮記念獎學會」的基金），返國，任日本大博覽會總裁、劍橋會名譽會員
- 明治卌二年（1909年） 日法協會名譽總裁、前往清國、返國、日英博覧會名譽總裁
- 明治卌三年（1910年） 前往英國。之後在上海東亞同文書院參觀學習。回國後，任英國協會總裁
- 明治卌四年（1911年） 恩賜財團濟生會總裁
- 大正元年（1912年） 明治天皇崩御大喪使總裁、内大臣府出仕
- 大正三年（1914年） 國產獎勵會總裁
- 大正四年（1915年） 軍事參議官去職，改任元帥。任東京偕行社總裁、大正天皇即位大禮使總裁、明治神宮造營局總裁、明治神宮奉贊會總裁
- 大正五年（1916年） 大勳位菊花章頸飾
- 大正六年（1917年） 財團法人理化學研究所總裁
- 大正十二年（1923年） 於銚子別邸・瑞鶴莊中身體突然不適，紧接着情況危急，於2月4日去世。 舉行國葬後，埋葬於豐島岡御陵

## 家族
- 父母：伏見宮邦家親王 - 妃鷹司景子
- 兄弟：晃親王 - 嘉言親王 - 讓仁親王 - 朝彥親王 - 微妙院 - 貞教親王 - 喜久宮 - 彰仁親王 - 能久親王 - 誠宮 - 愛宮 - 博經親王 - 智成親王 - 貞愛親王 - 清棲家教 - 載仁親王 - 依仁親王（姊妹省略）
- 妻：利子女王（有栖川宮幟仁親王王女）
  - 第2王子：邦芳王（くにかおう、1880年 - 1933年）
  - 第3王子：昭徳王（あきのりおう、1881年 - 1883年）
- 女房：河野千代子
  - 第1王子：博恭王（ひろやすおう、1875年 - 1946年）
- 女房：增山奈越子
  - 第1王女：禎子女王（さちこじょおう、1885年 - 1966年） - 侯爵山内豊景夫人。

## 史蹟
臺灣總督府在1941年6月14日將三處與伏見宮貞愛親王有關的地點以「伏見宮貞愛親王御遺跡」的名義指定為「史蹟」，分別是「布袋嘴上陸之地」、「鹽水港舍營所」與「臺南駐營之址」:222。
「布袋嘴上陸之地」位在現在的嘉義縣布袋鎮，伏見宮貞愛親王於1895年10月11日在布袋登陸，日後在1936年立碑紀念:95。二次大戰後該紀念碑一度被拉倒掩埋，後來重新豎立，並以「貞愛親王殿下御上陸紀念之碑」的名義列為嘉義縣歷史建築。「鹽水港舍營所」即是現在的臺南市市定古蹟鹽水八角樓，1895年時伏見宮貞愛親王在10月12日到18日之間住在此處:98。而「臺南伏見宮貞愛親王御駐營址」則位在今臺南市中西區，原是二老口街許廷光之宅，伏見宮貞愛親王於1895年10月22日到12月8日之間均住在此處:99。該處後來成為日本勸業銀行臺南支店店長宿舍，該銀行後來在1932年利用取自安平城址的石材立紀念碑:99。

## 榮譽

### 日本
- 勳一等旭日大綬章-1875年（明治8年）12月31日
- 大勲位菊花大綬章-1886年（明治19年）12月29日
- 大日本帝國憲法發布紀念章-1889年（明治22年）11月29日
- 功三級金鵄勳章-1895年（明治28年）11月20日
- 功二級金鵄勳章・明治三十七八年從軍記章-1906年（明治39年）4月1日
- 金杯一組・大正三四年從軍記章-1915年（大正4年）11月7日
- 大勳位菊花章頸飾-1916年（大正5年）1月19日
- 金杯一組・大正三年乃至九年戰役從軍記章-1920年（大正9年）11月1日

## 來源
1. ↑  《貞愛親王逸話》
2. ↑  林會承. . 遠流. 2011-04-01. ISBN 978-957-32-6765-2.
3. 1 2 3 4  吳永華. . 臺中市: 晨星出版社. 2000-05-30. ISBN 957-583-860-2.

## 外部連結
- 伏見宮家御家族的寫真相簿 （页面存档备份，存于）
- 『大英遊記』本記-英　随与記 （页面存档备份，存于）-1907年英国訪問時の歓迎の様子を杉村楚人冠が記したもの

| 伏見宮貞愛親王 伏見宮家出生于：1858年6月9日逝世於：1923年2月4日 | 伏見宮貞愛親王 伏見宮家出生于：1858年6月9日逝世於：1923年2月4日 | 伏見宮貞愛親王 伏見宮家出生于：1858年6月9日逝世於：1923年2月4日 |
| --------------------------------------------------------------- | --------------------------------------------------------------- | --------------------------------------------------------------- |
| 前任： 貞教親王 邦家親王                                        | 伏見宮 第22代：1862年 - 1864年 第24代：1872年 - 1923年          | 繼任： 邦家親王 博恭王                                          |
| 军职                                                            |                                                                 |                                                                 |
| 前任： -                                                        | 第10師團長 初代：1898年10月1日 - 1901年4月2日                   | 繼任： 川村景明                                                 |
| 前任： 川村景明                                                 | 第1師團長 第5代：1901年4月2日 - 1904年7月10日                   | 繼任： 飯田俊助                                                 |
| 官衔                                                            |                                                                 |                                                                 |
| 前任： 桂太郎                                                   | 内大臣 第4代：1912年 - 1915年                                   | 繼任： 大山巖                                                   |